# Turritopsis dohrnii
Turritopsis dohrnii, také známá jako medúza Benjamina Buttona, je medúza schopná převrátit svůj životní cyklus a vrátit se zpět do stádia polypu. Pro tuto svou schopnost je nazývána nesmrtelnou.

## Historie
Tato medúza, v dospělosti velká asi jako lidský malíček, byla objevena v Středozemním moři roku 1883. Avšak její unikátní schopnost byla probádána až v devadesátých letech 20. století. Vědci chtějí pomocí její DNA prodloužit náš život pomocí zpomalení nebo zastavení stárnutí.

## Nesmrtelnost
Rozmnožuje se klasickým způsobem, kdy zachytí volně plovoucí sperma či vajíčka. Umírá normálním způsobem, ale v období hladovění či v době jiné krizové situace místo jisté smrti přemění všechny své buňky do mladšího stadia. Promění se v cystu ve tvaru kapky, která se vyvine v kolonii polypů, což je vlastně první fáze života medúzy. Buňky se většinou při procesu kompletně přemění. Svalové buňky se mohou stát nervovými nebo dokonce spermatickými buňkami. Díky nepohlavnímu rozmnožování je výsledná kolonie schopná vyprodukovat stovky geneticky identických medúz, jež jsou téměř perfektními kopiemi původního dospělce. Unikátní způsob, jak se vyhnout smrti, pomohl hejnům těchto tvorů rozšířit se po světových oceánech.